# Desmiphora tigrinata
Desmiphora tigrinata là một loài bọ cánh cứng trong họ Cerambycidae.